# Ruta 14 (Uruguay)
La ruta 14  es una de las rutas nacionales de Uruguay. Atraviesa el país de oeste a este recorriendo los departamentos de Soriano, Flores, Durazno, Florida, Lavalleja y Rocha. 
Por ley 15497 del 9 de diciembre de 1983 se designó a esta ruta con el nombre del Brigadier General Venancio Flores.

## Trazado
Esta carretera presenta un recorrido discontinuado de 481 km, que se dividen en siete tramos.
El primer tramo tiene su origen en la ciudad de Mercedes, y va desde el kilómetro 0 al km 124,500 (numerados en sentido oeste-este), atravesando los departamentos de Soriano y Flores, hasta la ruta 3, al oeste de la ciudad de Trinidad.
El segundo tramo comienza en la zona este de la ciudad de Trinidad y finaliza al sur de la ciudad de Durazno (empalme con ruta 5), este tramo va desde el km 138,500 al 178 numerados en sentido oeste-este. 
El tercer tramo se origina al norte de la ciudad de Durazno, en el empalme con la ruta 5, y atraviesa el departamento de Durazno en sentido oeste-este, finalizando su recorrido en el empalme con ruta 6, en la ciudad de Sarandí del Yí. Este tramo va del km 183 al 274.
El cuarto tramo está comprendido entre las rutas 6 y 7 en el departamento de Florida y corresponde a la red departamental, no teniendo kilometraje determinado. Es un tramo de 46,5 km. 
El quinto tramo va desde la localidad de José Batlle y Ordóñez hasta la ruta 8, formando parte de la red departamental, con un total de 64,5 km, y recorriendo el norte del departamento de Lavalleja.
El sexto tramo tiene su origen en la ciudad de Varela, y finaliza en la ciudad de Lascano (departamento de Rocha), pero su kilometraje está invertido (sentido este-oeste), y va desde el km 259 al 299.
Por último, el séptimo tramo comienza al sur de la ciudad de Lascano, y presenta hasta el arroyo de la Coronilla características de camino departamental, el kilometraje se retoma en el km 458, hasta su punto final en el km 505, en el empalme con la ruta 9.

## Estado de la carretera
El estado de la carretera depende del tramo, no es el mismo en todo su recorrido.
Estado y tipo de construcción de la carretera según el tramo 
| Tramo                          | Tipo de Red | Tipo de Construcción    | Estado        |
| ------------------------------ | ----------- | ----------------------- | ------------- |
| Mercedes - Ruta 3              | Secundaria  | Tratamiento bituminoso  | Bueno         |
| Trinidad - Durazno             | Secundaria  | Tratamiento bituminoso  | Muy bueno     |
| Durazno - Sarandí del Yí       | Secundaria  | Tratamiento bituminoso  | Muy bueno     |
| Ruta 6 - Ruta 7                | Secundaria  | Tratamiento Bumituminso | Muy Bueno     |
| José Batlle y Ordoñez - Ruta 8 | Secundaria  | Tratamiento bituminoso  | En reparación |
| José Pedro Varela - Lascano    | Secundaria  | Tratamiento bituminoso  | Bueno         |
| Lascano - La Coronilla         | Secundaria  | Tosca                   | Malo          |